# دوژدوونیتسا
دوژدوونیتسا (به بلغاری: Duzhdovnitsa) یک منطقهٔ مسکونی در بلغارستان است که در شهرستان کاردژالی واقع شده‌است.